# カンムリオタテドリ
カンムリオタテドリ（学名：Rhinocrypta lanceolata）は、スズメ目オタテドリ科に分類される鳥類の一種。
本種1種でカンムリオタテドリ属を形成する。

## 生息地
- アルゼンチン